# Hans Moser (SS-Mitglied)

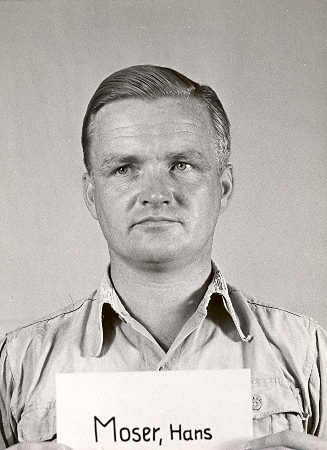
Hans Moser nach seiner Internierung. Aufgenommen zwischen 1946 und 1949.

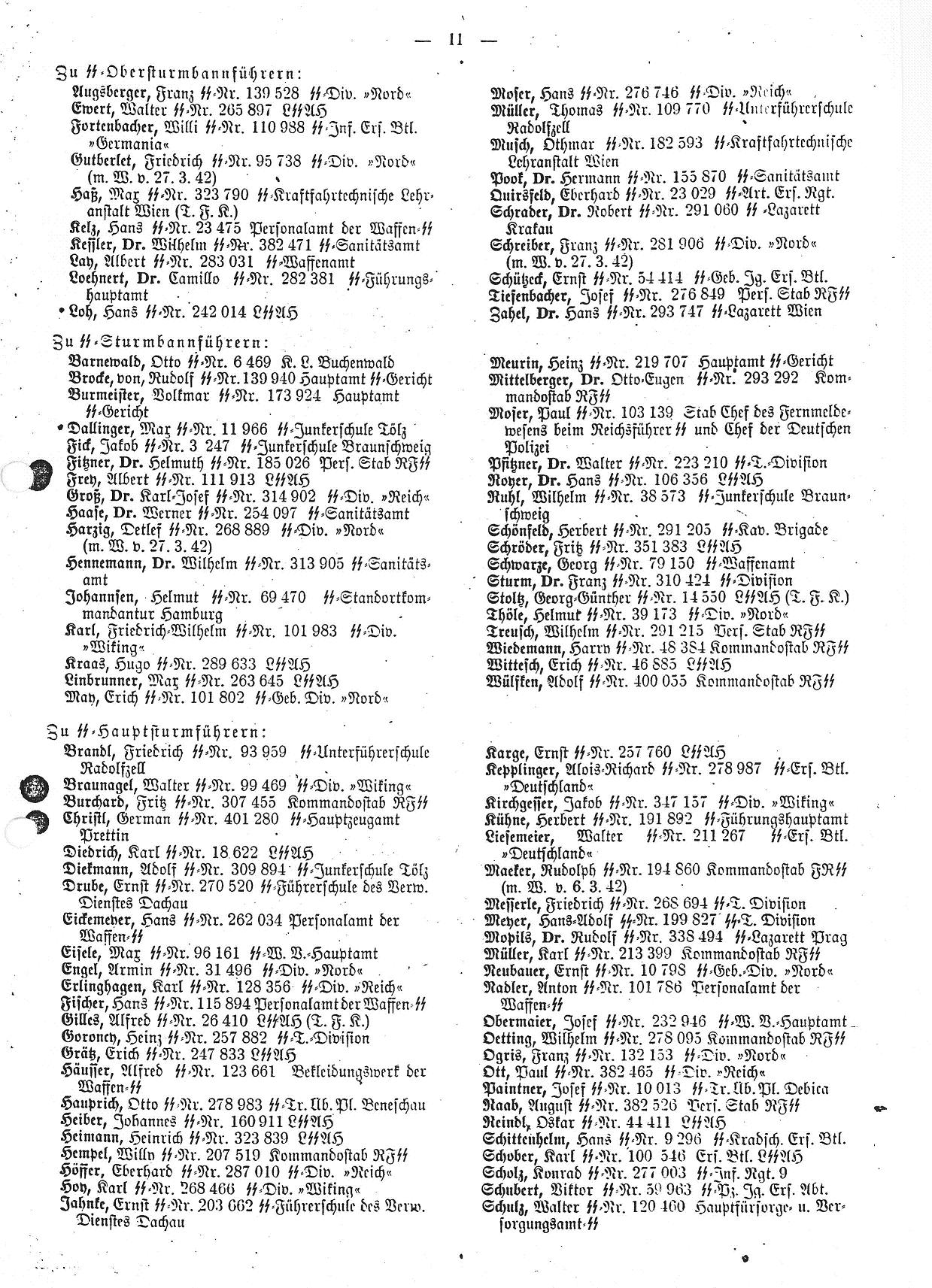
Beförderung zum SS-Obersturmbannführer an Hitlers Geburtstag 1942 im SS-Verordnungsblatt

Hans Moser (* 20. November 1907 in Celle; † 1994) war ein deutscher SS-Führer und Amtsleiter im SS-Wirtschafts- und Verwaltungshauptamt (WVHA).

## Leben
Moser war im Polizeiverwaltungsdienst tätig, bevor seine Abteilung mit Beginn des Jahres 1936 in die Wehrmacht überführt wurde. 1936 wurde Moser Mitglied der SS (SS-Nummer 276.746) und zum 1. Mai 1937 trat er der NSDAP bei (Mitgliedsnummer 3.958.949). In der SS stieg Moser am 1. September 1943 bis zum SS-Standartenführer der Waffen-SS auf.
Moser war ab Anfang Juli 1936 hauptamtlicher Mitarbeiter bei der Verwaltung der SS und den SS-Verfügungstruppen. Bei der Verwaltung der Waffen-SS erreichte er später hohe Positionen als Divisions- und Korpsintendant.  Anfang August 1943 wurde Moser zum Wirtschafts- und Verwaltungshauptamt (WVHA) versetzt, wo er das Amt B I (Verpflegungsamt) leitete und schließlich zum Stellvertreter des Leiters der Amtsgruppe B Georg Lörner avancierte. Mitte September desselben Jahres wurde er unter August Frank stellvertretender Amtsleiter im WVHA, das dem Hauptamt Ordnungspolizei angegliedert war. Ab September 1944 war Moser dann als Standartenführer Amtschef zur besonderen Verwendung im WVHA. Im ersten Quartal des Jahres 1945 vertrat er den Amtsleiter Gerhard Maurer in der Führung des Amtes D II („Arbeitseinsatz der Häftlinge“) des WVHA.
Nach Kriegsende konnte sich Moser der Festnahme entziehen, begab sich aber 1946 freiwillig in alliierte Internierungshaft. In der Folgezeit wurde er als Zeuge bei den Nürnberger Prozessen verhört.